# Michał Turkowski
Michał Turkowski (* 11. Mai 1982) ist ein polnischer Poolbillardspieler.

## Karriere
Michał Turkowski begann 1995 mit dem Billardspielen. Im Dezember 2008 gewann er mit dem dritten Platz im 9-Ball seine erste Medaille bei der polnischen Meisterschaft. 2011 wurde er Dritter im 10-Ball. Im Dezember 2013 gelang ihm erstmals der Einzug in die Finalrunde eines Euro-Tour-Turniers; bei den Treviso Open 2013 schied er in der Runde der letzten 32 gegen den späteren Sieger des Turniers, Nick van den Berg, aus. Wenige Tage später wurde er durch einen 8:7-Finalsieg gegen Karol Skowerski polnischer Meister im 8-Ball. Im Jahr 2014 erreichte er bei zwei Euro-Tour-Turnieren, den Austria Open 2014 und den Slovenian Open 2014, die Runde der letzten 32. Im Februar 2015 nahm er erstmals an einer Weltmeisterschaft teil; bei der 10-Ball-WM zog er in die Runde der letzten 64 ein und unterlag dort dem Mexikaner Rubén Bautista nur knapp mit 10:11.

## Erfolge
| Polnischer 8-Ball-Meister: | 2013 |